# Carnet de timbres

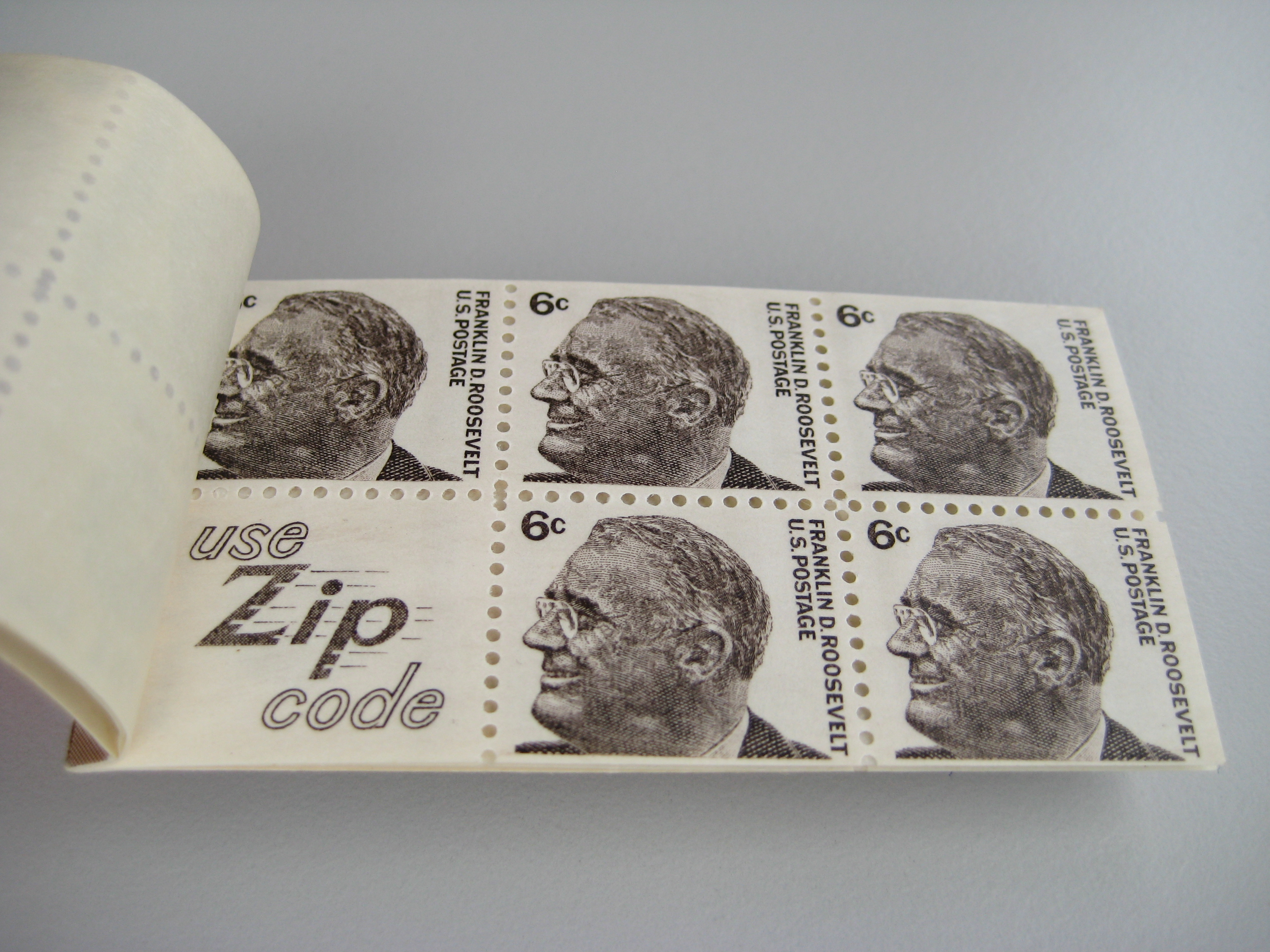

Un carnet de timbres est une des façons de conditionner les timbres-poste pour les vendre. Un bloc de timbres est fixé sur une couverture de papier ou de carton ; le bloc est généralement composé de dix timbres en un rectangle de cinq timbres en longueur et deux en hauteur.
La gomme des timbres étant protégée par la couverture, les utilisateurs risquent moins de voir les timbres adhérer accidentellement sur des supports que s'ils avaient acheté un morceau de feuille.

## Historique
Les premiers carnets sont apparus à la fin du XIXe siècle et au début du XXe pour satisfaire les administrés demandant des nombres ronds de timbres (10 le plus souvent). Les premiers pays dans lesquels les administrations postales ont confectionné des carnets ont été :
- Luxembourg, 1895
- Canada, États-Unis, Philippines, 1900
- Hongrie, Nouvelle-Zélande, 1901
- France, 1906

Cependant, la plupart de ces administrations postales de l'époque ont fait payer la confection ; le carnet coûtait un peu plus cher que la valeur faciale de ses timbres. Dans la loi de finances du 17 avril 1906, le Parlement français autorise les postes à vendre des carnets pour 2 francs de valeur faciale plus 5 centimes pour les frais de confection. Ces premiers carnets ont donc été boudés par le public. Le surplus est abandonné rapidement, dès le 1er mai 1910 en France.
Rapidement, la publicité imprimée sur les couvertures et sur les bords de feuille du bloc ont permis de vendre les carnets au prix de la faciale, et a suscité la collection des carnets publicitaires.
Actuellement, les carnets de timbres d'usage courant ont la faveur des postes car ils sont plus faciles de manipulation que les feuilles de cent timbres. Ensuite, le but des clients étant d'avoir un moyen aisé de toujours avoir des timbres à disposition, ce sont souvent des timbres de carnet qui ont été les premiers timbres autocollants.
Les timbres commémoratifs bénéficient aussi ponctuellement du conditionnement en carnets pour des séries sur un thème (les oiseaux en Finlande) ou les timbres de bienfaisance (en France, la Journée du timbre, les grands personnages, le timbre Croix-Rouge). Dans certains pays anglo-saxons, les collectionneurs peuvent se procurer des « carnet de prestige », plus coûteux qu'un carnet normal, mais commémorant un événement particulier (récemment, aux États-Unis pour l'hommage au drapeau national).
Les timbres fiscaux aussi, ont donné lieu à l'émission de carnets. Il en a été ainsi, en France, pour deux timbres de quittances et pour un timbre fiscal général, mais ils n'ont eu aucun succès auprès des usagers, d'où leur rareté. Par ailleurs, en ce qui concerne les timbres fiscaux destinés aux réfugiés et apatrides, plusieurs d'entre eux n'ont été émis qu'en carnets, ce qui n'a pas empêché ces carnets de devenir très rares, leur valeur faciale très élevée ayant conduit à les fractionner lors de la vente de leurs figurines.

## Intérêt
Les philatélistes se sont intéressés aux carnets de timbres assez tôt :
- les collectionneurs thématiques trouvaient dans les publicités imprimés sur les carnets de quoi compléter leur collection.
- ceux pratiquant la monographie d'un timbre d'usage courant cherchent à savoir s'il y a des différences entre le timbre de feuille et le timbre de carnet. Sachant que les commémoratifs en carnet présentent aussi des différences de dentelure d'avec les timbres de feuille.

Les carnets sont aussi l'occasion de rencontrer des effets visuels appréciés des collectionneurs :
- timbres d'usage courant de valeurs ou de types différents se tenant : voir Buste de Guillaume Tell en Suisse ou le 0,70 franc Marianne du Bicentenaire en France.

## Les premiers timbres en carnet

### France
Les deux premiers carnets de timbres-poste sont émis en 1906, et leur couverture vierge de publicité est surchargée de la nouvelle valeur marchande de 2 francs en 1910.
- 40 timbres à 5 centimes au type Blanc, vendu 2,05 francs en 1906
- 20 timbres à 10 centimes rouge au type Semeuse camée, vendu 2,05 francs en 1906.

Les deux premiers carnets de timbres fiscaux ont été émis en 1915, et leur couverture aussi est vierge de publicité. Ils contiennent, l'un 20 exemplaires et l'autre 50 exemplaires du timbre de 10c de Quittances horizontal au type « Médaillon de Tasset ». 

Ils ont été précédés de 2 carnets de 20 exemplaires du timbre 10c de quittances vertical de 1891 au type « Médailon de Tasset », qui n'ont pas été émis. Le catalogue Yvert fiscal les date de 1915, mais il se pourrait bien qu'ils soient antérieurs. Ces deux carnets ne sont connus qu'avec tous leurs timbres surchargés « Epreuve ». L'un d'eux est composé de 5 blocs de 4 et l'autre de 2 blocs de 10. On connait aussi un essai du premier de ces carnets, avec 5 blocs de 4 non dentelés.

## Sources
- Lucien Coutan et Patrick Reynaud, Carnets de France, volume 1 (1906-1926), édition Yvert et Tellier, 2004.
- Francis Kelédjian, Le répertoire Franc.K des carnets nouveaux francs et euros (1960-2004), édition Dallay.
- Yvert et Tellier, Catalogue des timbres fiscaux et socio-postaux de France et de Monaco (Rubriques « Quittances », « Réfugiés et Apatrides », ainsi que « Timbre fiscal »), Amiens,Yvert et Tellier, 2004.